# 富士通セミコンダクター
富士通セミコンダクター株式会社（ふじつうセミコンダクター）は、かつて存在した日本の半導体メーカーである。

## 概要

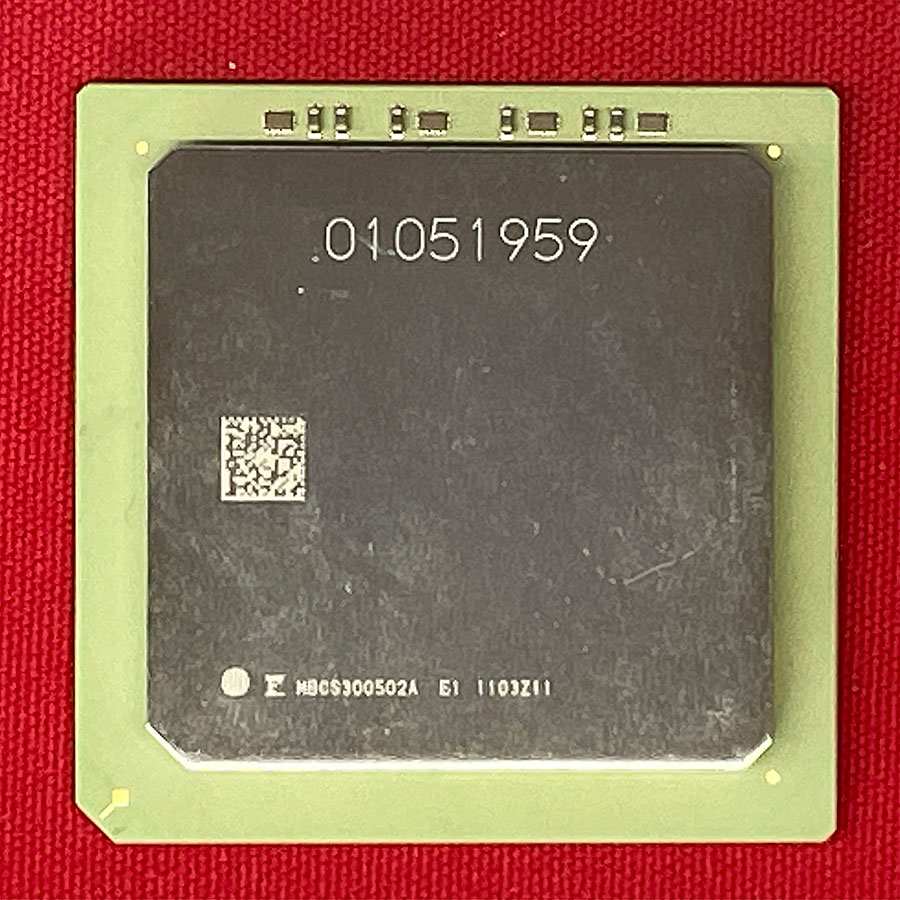
当社で開発・製造された富士通SPARC64 VIIIfxプロセッサ

富士通の半導体部門を2008年に分社化し設立。近年は各種不揮発性メモリの開発や半導体への投資を行う子会社を統括していた。
富士通三重工場（現・ユナイテッド・セミコンダクター・ジャパン三重工場）において2005年に稼働開始した、当時世界最先端となる65nmのfabを継承し、2008年には45nmプロセスの確立にも成功する。2010年より三重工場300mmラインにおいて、富士通SPARC64 VIIIfxプロセッサの製造が開始され、これは2012年に稼働開始した日本のスーパーコンピューター「京」でも使用された。2009年をもって自社工場における最先端ロジックの開発からは撤退し、その時点での40nm以降の生産はTSMCに委託されることになった。
日本のメーカーにおける「半導体の連結外し」の流れの中で、半導体部門を富士通本体より分離した2008年より、いずれは富士通の連結から半導体事業を切り離したいという意向が明確にあった。この方針により子会社や工場の売却や出資比率の低減が行われている。
設立以来、富士通グループの電子デバイス販売会社である富士通エレクトロニクスも子会社としていたが、2019年には加賀電子に過半数の株式を譲渡している。

## 沿革
- 2008年3月21日 - 富士通マイクロエレクトロニクス株式会社として設立。
- 2010年4月 - 現社名となる。
- 2011年2月 - ARM社と包括的ライセンス契約を締結。次世代コンピュータ「富岳」で使用される富士通のプロセッサはARMベースの「A64FX」となった。ただし、富士通SPARC64プロセッサはビジネス用途において根強い需要があるため、SPARC64プロセッサの開発は継続される。
- 2012年
  - 10月 - 岩手工場（岩手県金ケ崎町）をデンソーに売却。
  - 12月 - 後工程ラインの子会社である富士通インテグレーテッドマイクロテクノロジが保有していた宮城工場（宮城県村田町）、会津工場（福島県会津若松市）、九州工場（鹿児島県薩摩川内市）の3工場をジェイデバイスに売却。
- 2013年8月 - マイコン・アナログ事業をSpansion社に譲渡。
- 2014年12月 - 会津若松工場（福島県会津若松市）を「会津富士通セミコンダクター」とその子会社、三重工場（三重県桑名市）を「三重富士通セミコンダクター」としてそれぞれ分離。三重富士通セミコンダクターは同年にUMCより技術提供を受け40nmラインを構築。
- 2015年
  - 3月 - 当社及びその子会社のシステムLSI（SoC） 事業をパナソニックと統合、株式会社ソシオネクストが発足。同社には富士通、パナソニックと日本政策投資銀行が出資[7]。
  - 5月 - 海外子会社5社を同じく子会社の富士通エレクトロニクスの子会社とする。
- 2016年 - 次世代メモリとしてカーボンナノチューブメモリ（NRAM）の開発を発表。
- 2018年 - 会津富士通セミコンダクターマニュファクチャリングが米国オン・セミコンダクター社の子会社化、「オン・セミコンダクター会津株式会社」となる。
- 2019年
  - 1月 - 完全子会社だった富士通エレクトロニクス株式の70％を加賀電子に譲渡[8]。
  - 10月 - 三重富士通セミコンダクターがUMCに完全子会社化され、ユナイテッド・セミコンダクター・ジャパン株式会社となる[9]。
- 2020年3月31日 - 富士通株式会社へ統合、子会社の会津富士通セミコンダクター株式会社が富士通セミコンダクター（2代）に商号変更[10]。
- 2021年8月1日 - 会津富士通セミコンダクターウェハーソリューションの株式をGaNovationへ譲渡[1]。
- 2023年4月1日 - 富士通株式会社に吸収合併され解散した。

## 子会社・関係会社

### 子会社
- 富士通セミコンダクターメモリソリューション株式会社
- 富士通セミコンダクター・ファンド株式会社

### 関係会社
- 加賀FEI株式会社（出資比率15％）

### 元子会社・関係会社
- オン・セミコンダクター会津株式会社（200 mmウェハーファウンドリサービス）
- ユナイテッド・セミコンダクター・ジャパン株式会社
- 株式会社AFSW（150 mmウェハーファウンドリサービス、旧・会津富士通セミコンダクターウェハーソリューション株式会社）